# El libro de las revelaciones
El libro de las revelaciones, también conocida como Revelaciones satánicas (título original en inglés, The Book of Revelation) es una película de la directora australiana Ana Kokkinos del año 2006. Basada en la novela homónima de Rupert Thomson y producida por Al Clark, tiene música original de Cezary Skubiszewski. La película fue la único por sus detalles visuales de una hembra no legal de violación masculina. La película se estrenó el 4 de septiembre de 2006 en Australia. 

## Trama
Narra la historia de un carismático y atractivo bailarín llamado Daniel que, en la cúspide de su carrera, ve cómo su mundo cambia radicalmente cuando se ve secuestrado por tres corpulentas mujeres, quienes lo seducen sexualmente, al abusar de él y explotarlo durante doce estremecedores días. La experiencia desafía a Daniel física, emocional e intelectualmente, desorientándolo completamente. Tras ser liberado repentinamente, y sin ningún conocimiento de quienes fueron sus captoras, comienza su búsqueda. 
- Datos: Q4224682